# Communauté de communes du canton de Ville-sur-Tourbe
La communauté de communes du canton de Ville-sur-Tourbe était une communauté de communes française, située dans le département de la Marne et la région Champagne-Ardenne.
Au 1er janvier 2014, elle a fusionné avec deux autres communautés de communes pour former la Communauté de communes de l'Argonne Champenoise.

## Histoire
La Communauté de communes du canton de Ville-sur-Tourbe a été créée par arrêté préfectoral du 8 octobre 1992.
Conformément au schéma départemental de coopération intercommunale de la Marne du 15 décembre 2011, la communauté de communes du Canton de Ville-sur-Tourbe, la Communauté de communes de la Région de Givry-en-Argonne et de la Communauté de communes de la Région de Sainte-Menehould fusionnent au 1er janvier 2014, afin de former la nouvelle communauté de communes de l'Argonne Champenoise, qui compte 60 communes.

## Territoire communautaire

### Composition
La communauté de communes était composée de 15 communes :
- Berzieux
- Binarville
- Fontaine-en-Dormois
- Gratreuil
- Malmy
- Massiges
- Minaucourt-le-Mesnil-lès-Hurlus
- Rouvroy-Ripont
- Saint-Thomas-en-Argonne
- Servon-Melzicourt
- Vienne-la-Ville
- Vienne-le-Château
- Ville-sur-Tourbe
- Virginy
- Wargemoulin-Hurlus

## Politique et administration

### Siège
L'intercommunalité avait son siège en mairie de Vienne-le-Château.

### Élus
La communauté de communes était administrée par un conseil communautaire constitué de représentants de chaque commune, élus en leur sein par les conseils municipaux.

### Liste des présidents
| Période | Période          | Identité      | Étiquette             | Qualité |
| ------- | ---------------- | ------------- | --------------------- | --- |
| 1992    | 31 décembre 2013 | Bernard Rocha | DVD puis RPR puis UMP | Chef d'entreprise Maire de Vienne-le-Château (1977 → 2014) Conseiller général de Ville-sur-Tourbe (1976 → 2015) |

### Compétences
La communauté exerçait les compétences qui lui avaient été transférées par les communes membres, conformément à la loi. Il s'agissait de : 
- Aménagement de l'espace ;
- Développement économique ;
- Tourisme ;
- Protection et mise en valeur de l'environnement ;
- Équipements reconnus d'intérêt communautaire (écoles maternelles et primaire, cantines et garderies...) ;
- Voiries publiques situés dans les agglomérations et voies de liaison intercommunales inscrites au « tableau vert » ;
- Politique du logement et du cadre de vie ;
- Transports scolaires ;
- Aménagement, gestion et entretien des locaux d’habitation propriétés de la Communauté de communes ;
- Salles intercommunales de Ville-sur-Tourbe et de Vienne-le-Château ;
- Gestion des services d’incendie et de secours[8].